# Maria Ignàsia Cortès
Maria Ignàsia Cortès (Palma, 1863 - Palma, segle XX) fou una poetessa de Mallorca vinculada al moviment artístic de la Renaixença també coneguda com Una Floreta.

## Biografia
Res sabem de la seva biografia i fins i tot desconeixem el seu segon cognom. Només hem pogut deduir que era d'origen xueta, benestant i casada, se suposa que per la forta endogàmia del moment, amb un home xueta. La primera notícia que tenim d'ella, quan encara sembla que no tenia els vint anys, és un poema que publicà el 1880 a la Revista d'El Áncora titulat La rosa i l'abella. En ell es descobreix una compositora romàntica tardana, que fa servir la rosa amb una càrrega simbòlica de cultura patriarcal, i que parla de l'encant efímer de la dona i de l'amor eròtic com a destrucció.
Com altres dones poetes coetànies, ella dedicà diversos poemes a la mare i a les amigues. A la primera, recollint l'esquinçament de l'orfandat. Les amigues -entre les qui ocupa un lloc important la poeta Marcel·lina Moragues- són un objecte amorós recorrent, amb les quals es comunica i comparteix complicitats. Són un refugi davant la frustració per la incomprensió masculina i el distanciament entre els sexes.
En versos de joventut criticava el matrimoni per interés i els joves festejadors que tenien aquest objectiu. El 1882 publicà el poema Consell a les planes de L'Ignorància, on entrava a la polèmica que sobre la dona sostenien Marcel·lina Moragues i l'escriptor misògin Bartomeu Singala. Defensà les dones i digué que eren l'estaló de la família davant marits malfeiners i tarambanes.
Tocà el tema patriòtic de regust històric a La Conquesta i també el religiós, i fins i tot místic, cantant els amors divins de Santa Teresa de Jesús, a qui admirava. Les feines agràries que feien les dones, prou idealitzades, foren descrites al poema La pastora.
En vida rebé alguns reconeixements com el 1885 i el 1886 quan foren premiades les seves poesies La Flor, per l'Acadèmia de la Joventut Catòlica de Palma i Ave Maria per la Joventut Artística. El setmanari literari La Tortuga li dedicava un número, el 9-II-1889 i en reproduïa un poema seu. El 1893, junt amb altres escriptores mallorquines, aportà un poema per a enviar a l'Exposició Universal de Chicago, dins la secció de contribució literària femenina. El 1900 publicà el poema La clausura al número que La Creu del Montseny, dirigit per Jacint Verdaguer, dedicava a les poetes de llengua catalana. El 1896 Ignasi Valentí Fortesa l'anomenava, citant alguns dels seus poemes, a l'obra La mujer en la Historia. També és citada per Miquel dels Sants Oliver a La literatura en Mallorca.
És interessant llur contribució tardana a la Renaixença, quan el 1901 publicà a la revista Mallorca Dominical un recull de poesia popular anònima, de tradició oral.